# Cuando-Cubango
Cuando-Cubango – jedna z 18 prowincji Angoli, znajdująca się w południowo-wschodniej części kraju. Z powierzchnią 199 049 km² jest drugą co do wielkości i najsłabiej zaludnioną (2,6 os./km²) prowincją w Angoli. Stolicą i największym miastem jest Menongue. Zamieszkują ją głównie plemiona Ganguela i Chokwe. 
Od północy graniczy z prowincjami Bié i Moxico, na zachodzie z Cunene i Huíla, na wschodzie z Republiką Zambii i od południa z Republiką Namibii. 
W skład roślinności wchodzą suchy gęsty las i krzewy sawanny. Około 80% powierzchni prowincji stanowią lasy. Prowincja posiada także 40% krajowych zasobów wodnych, w tym trzy rzeki żeglowne: Okawango, Kuando i Cuito. Jest też domem dla większości słoni w Angoli. 

## Podział administracyjny
W skład prowincji wchodzi 9 hrabstw:
| - Calai - Cuangar - Cuchi - Cuito Cuanavale - Dirico - Mavinga - Menongue - Nancova - Rivungo |